# Cale Makar
Cale Douglas Makar (né le 30 octobre 1998 à Calgary en Alberta au Canada) est un joueur canadien de hockey sur glace. Il évolue au poste de défenseur.

## Biographie

### Carrière junior
En 2013, il est sélectionné en 8e ronde (164e au total) par les Tigers de Medicine Hat lors du repêchage Bantam de la LHOu. À la fin de son séjour dans le Midget AAA, il décide néanmoins de se joindre aux Bandits de Brooks dans la AJHL pour obtenir une place dans la NCAA. Il fait ses débuts avec les Bandits en 2014-2015.

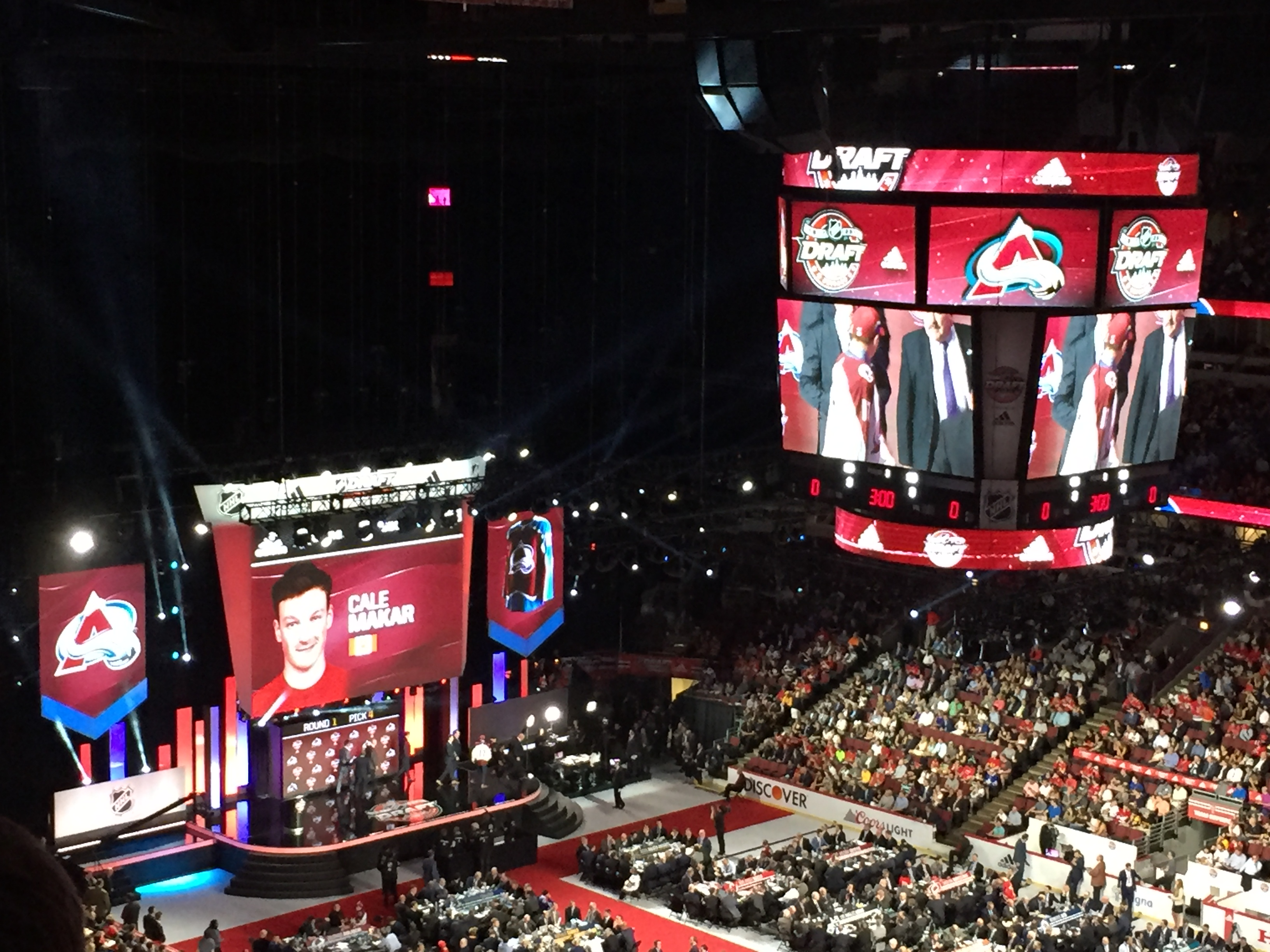
Makar sélectionné par l'Avalanche du Colorado pendant le repêchage d'entrée dans la LNH 2017.

Éligible au repêchage d'entrée dans la LNH 2017, il est repêché au 4e rang au total par l'Avalanche du Colorado.  Il s'alignera d'ailleurs avec l'Université du Massachusetts à compter de la saison 2017-18.

### Carrière professionnelle
Le 14 avril 2019, il signe son contrat d'entrée avec l'Avalanche. Le lendemain, le 15 avril, il joue son premier match dans la Ligue nationale de hockey face aux Flames de Calgary lors du premier tour des séries éliminatoires de la Coupe Stanley 2019 et marque un but. Le 19 avril, lors de son troisième match il enregistre une aide à nouveau contre les Flames.

#### Coupe Stanley, Trophée Norris et Conn-Smythe (Depuis 2021)
Le 24 juillet 2021, Makar signe une extension de contrat de 6 ans et 54 millions de dollars avec Colorado. Le 28 octobre, il marque deux points lors d'une victoire 4-3 contre les Blues de Saint-Louis et inscrit son 100e point en 108 parties, devenant, à égalité avec Sergueï Zoubov, le sixième défenseur le plus rapide à atteindre le plateau des 100 points. Le 25 mars, il inscrit son 24e but de la saison 2021-2022 et bat le record du plus grand nombre de buts inscrit par un défenseur de l'Avalanche en une saison. Il termine la saison avec 28 buts, le plus grand nombre de buts par un défenseur depuis Brent Burns en 2015-2016, et obtient 58 aides, terminant deuxième au chapitre des points chez les défenseurs, seulement derrière Roman Josi, qui en a récolté 96 points. Il remporte le trophée James-Norris, devenant le premier défenseur du Colorado à le gagner.
L'Avalanche termine en tête de l'Association de l'Ouest et en deuxième position du classement général. Lors du premier tour, l'Avalanche balayent les Predators de Nashville en 4 parties. Lors du tour suivant, l'Avalanche bat les Blues de Saint-Louis en 6 parties et atteint la finale de conférence pour la première fois depuis la saison 2001-2002. Lors de la finale de conférence, l'Avalanche balaie les Oilers en 4 parties et accèdent à la finale. Ils remportent le 4e match en prolongation avec un but d'Artturi Lehkonen. Makar a récolté une passe sur le but. En finale, l'Avalanche bat le Lightning de Tampa Bay et remporte la troisième Coupe Stanley de l'histoire de sa franchise. Avec 8 buts et 21 aides en 20 parties lors des séries éliminatoires, Makar remporte le trophée Conn-Smythe, remis au meilleur joueur lors des séries éliminatoires, et devient le troisième défenseur de l'histoire de la LNH à remporter le trophée Norris et le trophée Conn-Smythe lors de la même saison. Les deux autres sont Bobby Orr en 1970 et en 1972, et Nicklas Lidström en 2002.
En 2022-2023, il inscrit 20 points à ses 17 premiers matchs, son 20e étant un but en avantage numérique, inscrit le 21 novembre 2022 contre les Stars de Dallas. Ainsi, il inscrit son 200e point à sa 195e partie, devenant le défenseur le plus rapide de l'histoire de la LNH à atteindre le plateau des 200 points en saison régulière, éclipsant l'ancien record de 207 parties qui était détenu par Sergueï Zoubov.

### Carrière internationale
Il représente le Canada en sélections jeunes. En 2018, il joue avec l’équipe du Canada lors du Championnat du monde junior, où il remporte la médaille d’or. À la fin du tournoi, il totalise 8 points en 7 rencontres, ce qui lui vaut une place sur l'équipe d'étoiles. Makar représente de nouveau le Canada en 2025 lors de la Confrontation des 4 nations.

## Statistiques

### En club
| Saison     | Équipe                   | Ligue      |     | Saison régulière | Saison régulière | Saison régulière | Saison régulière | Saison régulière |    | Séries éliminatoires | Séries éliminatoires | Séries éliminatoires | Séries éliminatoires | Séries éliminatoires |
| Saison     | Équipe                   | Ligue      | PJ  | B                | A                | Pts              | Pun              | PJ               | B  | A                    | Pts                  | Pun                  |                      |                      |
| 2013-2014  | Flames Midget de Calgary | AMHL       | 6   | 0                | 1                | 1                | 4                | -                | -  | -                    | -                    | -                    |                      |                      |
| 2014-2015  | Flames Midget de Calgary | AMHL       | 34  | 7                | 16               | 23               | 14               | 2                | 0  | 0                    | 0                    | 0                    |                      |                      |
| 2014-2015  | Bandits de Brooks        | AJHL       | 3   | 1                | 4                | 5                | 4                | 20               | 1  | 6                    | 7                    | 4                    |                      |                      |
| 2015-2016  | Bandits de Brooks        | AJHL       | 54  | 10               | 45               | 55               | 28               | 13               | 3  | 11                   | 14                   | 0                    |                      |                      |
| 2016-2017  | Bandits de Brooks        | AJHL       | 54  | 24               | 51               | 75               | 18               | 13               | 5  | 11                   | 16                   | 4                    |                      |                      |
| 2017-2018  | Minutemen d'UMass        | NCAA       | 34  | 5                | 16               | 21               | 20               | -                | -  | -                    | -                    | -                    |                      |                      |
| 2018-2019  | Minutemen d'UMass        | NCAA       | 41  | 16               | 33               | 49               | 31               | -                | -  | -                    | -                    | -                    |                      |                      |
| 2018-2019  | Avalanche du Colorado    | LNH        | -   | -                | -                | -                | -                | 10               | 1  | 5                    | 6                    | 0                    |                      |                      |
| 2019-2020  | Avalanche du Colorado    | LNH        | 57  | 12               | 38               | 50               | 12               | 15               | 4  | 11                   | 15                   | 0                    |                      |                      |
| 2020-2021  | Avalanche du Colorado    | LNH        | 44  | 8                | 36               | 44               | 12               | 10               | 2  | 8                    | 10                   | 2                    |                      |                      |
| 2021-2022  | Avalanche du Colorado    | LNH        | 77  | 28               | 58               | 86               | 26               | 20               | 8  | 21                   | 29                   | 10                   |                      |                      |
| 2022-2023  | Avalanche du Colorado    | LNH        | 60  | 17               | 49               | 66               | 30               | 6                | 1  | 4                    | 5                    | 6                    |                      |                      |
| 2023-2024  | Avalanche du Colorado    | LNH        | 77  | 21               | 69               | 90               | 16               | 11               | 5  | 10                   | 15                   | 0                    |                      |                      |
| Totaux LNH | Totaux LNH               | Totaux LNH | 315 | 86               | 250              | 336              | 96               | 72               | 21 | 59                   | 80                   | 18                   |                      |                      |

### En équipe nationale
| Année | Équipe        | Compétition                 |   | PJ | B | A | Pts | Pun | +/-           |  | Résultat |
| 2018  | Canada junior | Championnat du monde junior | 7 | 3  | 5 | 8 | 0   | +5  | Médaille d'or |  |          |
| 2025  | Canada        | Confrontation des 4 nations | 3 | 0  | 1 | 1 | 0   | +1  | Vainqueur     |  |          |

## Trophées et honneurs personnels

### Ligue de hockey junior de l'Alberta
- 2015-2016 : 
  - nommé dans la première équipe des recrues de la division Sud
  - nommé dans la première équipe d'étoiles de la division Sud
  - recrue de l'année
  - recrue de l'année dans la CJHL
  - récipiendaire du trophée Roland Mericer (coupe Banque Royale)
  - meilleur défenseur (coupe Banque Royale)
  - meilleur pointeur (coupe Banque Royale)
- 2016-2017 : 
  - défenseur le plus remarquable
  - joueur le plus utile à son équipe
  - joueur le plus utile à son équipe en séries
  - récipiendaire du trophée Roland Mericer (coupe Banque Royale)
  - meilleur défenseur (coupe Banque Royale)
  - joueur de l'année dans la CJHL (coupe Banque Royale)

### NCAA
- 2017-2018 : 
  - nommé dans l'équipe des recrues de la HE
  - nommé dans la troisième équipe d'étoiles de la HE
- 2018-2019 : 
  - nommé dans la première équipe d'étoiles de la HE
  - joueur de l'année dans la HE
  - récipiendaire du trophée Hobey-Baker

### LNH
- 2019-2020 :
  - nommé recrue du mois de novembre
  - remporte le trophée Calder
  - nommé dans l'équipe d'étoiles des recrues
- 2020-2021 : 
  - sélectionné dans la première équipe d'étoiles
  - nommé dans les trois joueurs finalistes pour le trophée James-Norris
- 2021-2022 : 
  - participe au 66e Match des étoiles
  - nommé dans la première équipe des étoiles (2)
  - remporte le trophée James-Norris
  - remporte le trophée Conn-Smythe
  - remporte la Coupe Stanley avec l'Avalanche du Colorado
- 2022-2023 : 
  - participe au 67e Match des étoiles (2)
  - sélectionné dans la deuxième équipe d'étoiles
- 2023-2024 : 
  - participe au 68e Match des étoiles (3)
  - sélectionné dans la deuxième équipe d'étoiles (2)
- 2024-2025 :
  - participe à la Confrontation des 4 nations avec Équipe Canada[12]
  - remporte le trophée James-Norris[13]